# Jamides yapa
Jamides yapa är en fjärilsart som beskrevs av Hans Fruhstorfer. Jamides yapa ingår i släktet Jamides och familjen juvelvingar. Inga underarter finns listade i Catalogue of Life.